# Biviers
Biviers ist eine französische Gemeinde mit 2.327 Einwohnern (Stand: 1. Januar 2022) im Département Isère in der Region Auvergne-Rhône-Alpes. Biviers gehört zum Arrondissement Grenoble und zum Kanton Meylan. Die Einwohner nennen sich Biviérsois(es).

## Geographie
Biviers liegt im Längstal des Grésivaudan. Im Nordwesten erhebt sich der Mont Saint-Eynard, die äußerste Bergkette des Chartreuse-Gebirges. Umgeben wird Biviers von den Nachbargemeinden La Sappey-en-Chartreuse im Norden und Westen, Saint-Ismier im Norden und Osten, Montbonnot-Saint-Martin im Süden und Südosten sowie Meylan im Süden und Südwesten.

## Bevölkerungsentwicklung
| Jahr                       | 1962 | 1968 | 1975 | 1982 | 1990 | 1999 | 2006 | 2012 |
| -------------------------- | ---- | ---- | ---- | ---- | ---- | ---- | ---- | ---- |
| Einwohner                  | 679  | 964  | 1733 | 2147 | 2258 | 2383 | 2360 | 2325 |
| Quellen: Cassini und INSEE |      |      |      |      |      |      |      |      |

## Sehenswürdigkeiten
- romanische Kirche
- Schloss Franquières mit Park (18. Jahrhundert), Anfang des 17. Jahrhunderts erbaut, Monument historique seit 1948
- Schloss Servien (auch Schloss Serviantin) aus dem 15. und 16. Jahrhundert, seit 1960 Monument historique
- Schloss Montbives (auch Schloss Montviol), ursprünglich Burganlage aus dem 12. Jahrhundert, spätere Umbauten, insbesondere aus der Renaissance

|  |  |

## Persönlichkeiten
- Abel Servien (1593–1659), Diplomat, Kriegsminister (1630–1636), Verhandlungsführer Ludwigs XIV. beim Westfälischen Frieden